# James Weddell

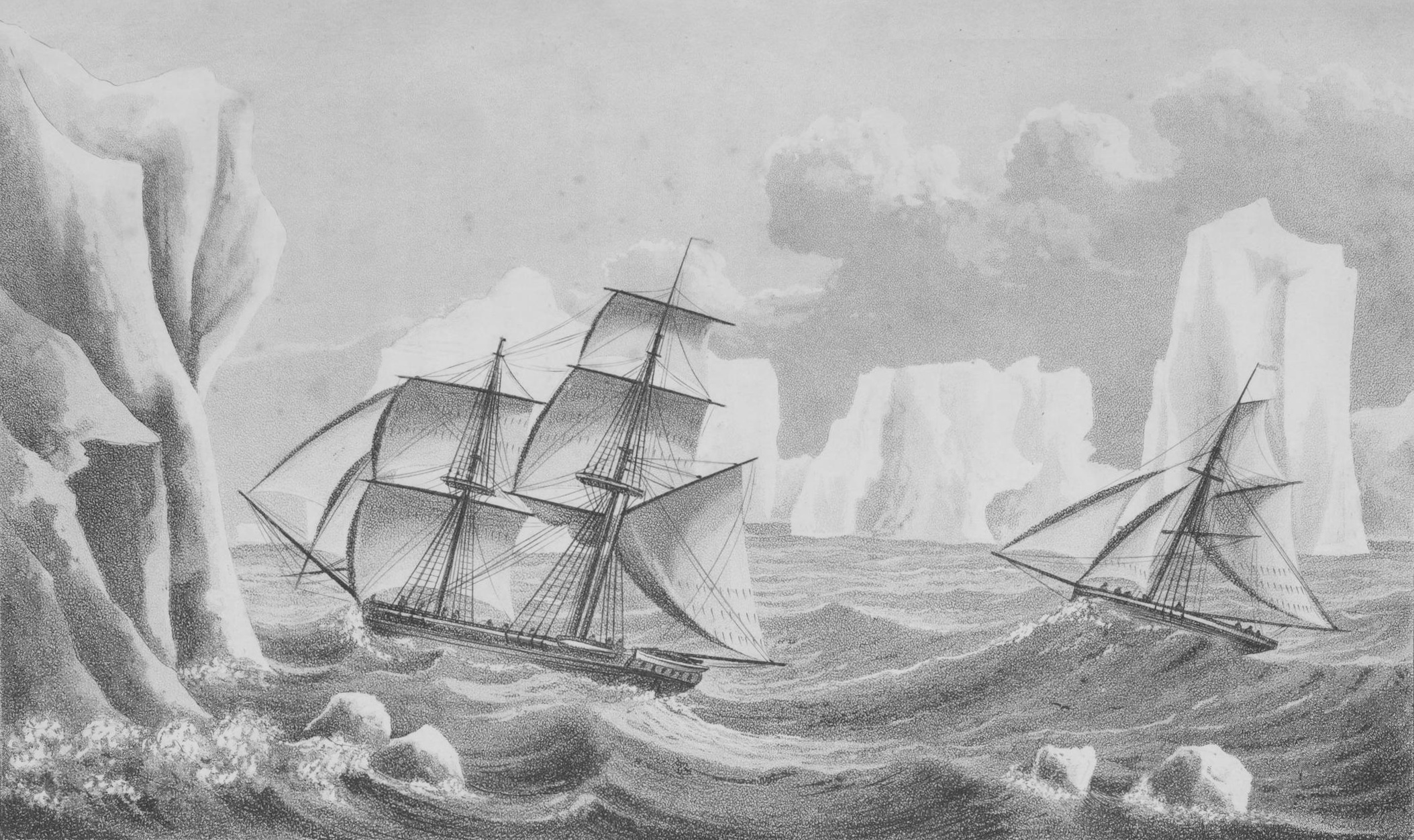
Vaixells de la segona expedició de James Weddell.

James Weddell Oostende (actualment Bèlgica), 23 de setembre de 1787- Londres, 9 de setembre de 1834 va ser un mariner i caçador de foques britànic. La foca de Weddell, el Mar de Weddell de l'Antàrtida i l'illa Weddell de les illes Malvines van rebre el seu nom. A principi de la pimavera de 1823 va arribar en vaixell a la latitud 74° 15′ S, la més alta de l'hemisferi sud fins aleshores.